# Wong Kar-Wai

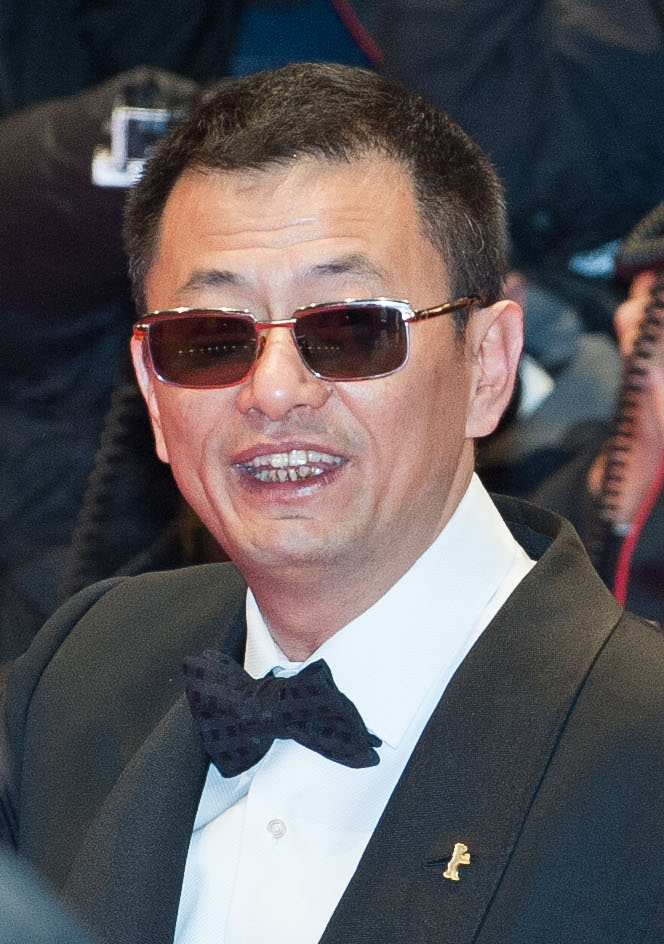
Wong Kar-Wai – Berlinale 2013

Wong Kar-Wai (chinesisch 王家衛 / 王家卫, Pinyin Wáng Jiāwèi, Jyutping Wong4 Gaa1wai6, Yale Wòhng Gà Waih, * 17. Juli 1958 in Shanghai) ist ein Drehbuchautor, Filmproduzent und Filmregisseur aus Hongkong. Der Autorenfilmer ist bekannt für eine spezielle, erlesene Ästhetik bei Bild, Licht und Rhythmus, die auf asiatische und andere zeitgenössische Filmemacher großen Einfluss ausübte.

## Leben
Wong Kar-Wai wurde in Shanghai geboren. Die Familie zog nach Hongkong, als er fünf Jahre alt war. Er studierte bis 1980 Grafikdesign am Hong Kong Polytechnic, danach arbeitete er zwei Jahre lang als Produktionsassistent beim Fernsehen. Zwischen 1982 und 1987 verfasste er als Drehbuchautor über zehn Skripte verschiedener Genres, von der romantischen Komödie bis zum Action-Drama. Final Victory (最後勝利; 1986, Produzent: Patrick Tam) hält Wong selbst für seine beste Arbeit.
Seit 1988 hat Wong bei zehn Spielfilmen Regie geführt und zahlreiche Preise gewonnen. Mit dem Spielfilm Days of Being Wild begann 1991 seine Zusammenarbeit mit dem Kameramann Christopher Doyle. Im Jahr 2001 drehte Wong Kar-Wai den Kurzfilm The Follow als Teil der Werbekurzfilmreihe The Hire von BMW. Auch für Lacoste stellte er einen Werbefilm her, wiederum mit dem taiwanischen Schauspieler Chang Chen, der auch in den Spielfilmen „Happy Together“ und „2046“ mitwirkte.
Vier Jahre nach „In the Mood for Love“ stellte Wong Kar-Wai im Jahr 2004 mit erheblicher Verspätung dessen Fortsetzung „2046“ fertig. Die Produktion war immer wieder verschoben worden, was in Bezug auf den Titel für entsprechende Scherze über den avisierten Premierentermin sorgte. Der Film feierte schließlich auf dem Filmfestival von Cannes Weltpremiere, nicht ohne auch dort noch einmal für Aufregung zu sorgen. Aufgrund von „Transportschwierigkeiten“ war die Pressevorführung abgesagt worden; erstmals in der Geschichte des Festivals fand diese dann zeitgleich mit der Galavorführung statt. Gerüchten zufolge war der Film jedoch bis zuletzt noch zur Untertitelung in Arbeit gewesen. Die Kritik zeigte sich jedenfalls begeistert von dem außergewöhnlich inszenierten Werk, konstatierte aber auch einige Verständnisprobleme, wie so oft bei bildpoetischen Filmen.
Wong Kar-Wai war 2006 Jury-Präsident beim Filmfestival Cannes. Ein Jahr später war er mit dem Eröffnungsfilm „My Blueberry Nights“ dort bei den 60. Filmfestspielen auch im Wettbewerb vertreten.
Im Jahr 2013 bekleidet Wong das Amt des Jury-Präsidenten der 63. Internationalen Filmfestspiele Berlin. Gleichzeitig eröffnete sein außer Konkurrenz laufender Martial-Arts-Film The Grandmaster (Originaltitel 一代宗師 / 一代宗师,  Yī Dài Zōngshī) über zwei verfeindete Kung-Fu-Meister (dargestellt von Tony Leung und Zhang Ziyi) das Festival.

## Filmografie (Auswahl)

### Filme
- 1988: As Tears Go By (Wàngjiǎo kǎmén)
- 1990: Days of Being Wild (Āfēi Zhèngzhuàn)
- 1994: Chungking Express (Chóngqìng Sēnlín)
- 1994: Ashes of Time (Dōngxié Xīdú / Dung che sai duk)
- 1995: Fallen Angels (Duòluò Tiānshǐ)
- 1997: Happy Together (Chūnguāng Zhà Xiè)
- 2000: In the Mood for Love (Huāyàng Niánhuá)
- 2004: 2046
- 2007: My Blueberry Nights
- 2008: Ashes of Time Redux
- 2013: The Grandmaster (Yī Dài Zōngshī)

### Weitere Arbeiten
- wkw/tk/1996@7'55"hk.net (1996) – Werbe-Kurzfilm für den japanischen Industrie- und Modedesigner Takeo Kikuchi
- Huayang De Nianhua (2000) – Kurzfilm
- The Hire: The Follow (2001) – Werbe-Kurzfilm für BMW
- Six Days (2002) – Musikvideo für DJ Shadow
- Eros (2004) – Episode „The Hand“ – Koregisseur (zusammen mit Michelangelo Antonioni und Steven Soderbergh)
- There's only one sun (2007) – Werbefilm für Philips Aurea

## Auszeichnungen
- Bester Regisseur, Internationale Filmfestspiele von Cannes 1997
- Screen International Award, Europäischer Filmpreis 2000
- Bester Ausländischer Film, César 2001
- Bester nicht-europäischer Film, Europäischer Filmpreis 2004
- Aufnahme in die American Academy of Arts and Sciences 2009

## Dokumentarfilm
- The Grandmaster – oder wie der Filmemacher Wong Kar Wai den Kung-Fu nach Berlin bringt. Gespräch mit Video-Einspielungen, Frankreich, Deutschland, 2013, 43 Min., Moderation: Vincent Josse, Produktion: arte France, Redaktion: Square, Erstsendung: 10. Februar 2013 bei arte, Interview. (Memento vom 8. April 2015 im Internet Archive) anlässlich Wongs Präsidentschaft der Jury während der Berlinale 2013.

## Fußnote
1. ↑  Final Victory (chinesisch 最後勝利 / 最后胜利, Pinyin Zuìhòu shènglì, Jyutping Zeoi3hau6 sing3lei6)

| Personendaten    | Personendaten |
| ---------------- | --- |
| NAME             | Wong, Kar-Wai |
| ALTERNATIVNAMEN  | Wáng, Jiāwèi (Pinyin); Wong4, Gaa1wai6 (Jyutping); Wohng, Gà Waih (Yale); 王家衛 (Geburtsname, chinesisch, Langzeichen); 王家卫 (Geburtsname, chinesisch, Kurzzeichen) |
| KURZBESCHREIBUNG | chinesischer Drehbuchautor, Filmregisseur und -produzent |
| GEBURTSDATUM     | 17. Juli 1958 |
| GEBURTSORT       | Shanghai, China |